# Natività della Vergine (Murillo)
La Natività della Vergine è un dipinto del pittore spagnolo Bartolomé Esteban Murillo realizzato nel 1661 e conservato nel Museo del Louvre in Francia. Il dipinto, originariamente, fu composto per la cappella della Concezione della Cattedrale di Siviglia.

## Storia
Durante l'occupazione francese del Siviglia, nel contesto della guerra d'indipendenza spagnola, il tesoro della cattedrale di Siviglia è stato oggetto di saccheggio perpetrato dalle truppe del maresciallo francese Nicolas Jean-de-Dieu Soult, Una delle opere confiscate dai militari fu l'Immacolata Concezione e la Natività della Vergine  del Murillo. In linea di principio, i francesi pensarono di ottenere la Visione di sant'Antonio da Padova, ma il cabildo propose di cambiarlo per la Natività della Vergine e l'opera rimase nella cappella di San Antonio.

## Descrizione e stile
È una delle opere più importanti nella produzione artistica di Murillo, che ha fatto affidamento su modelli di vita quotidiana in Andalusia per realizzare il quadro.  La figura della Vergine Maria concentra l'intera composizione, tenuta tra le braccia di diverse donne, nello stesso tempo che emana un fuoco di luce che illumina l'intera scena ma lascia in ombra il gruppo di Sant'Anna, incorporato nel letto; c'è anche  la presenza di San Gioacchino. In alto appaiano angeli anche essi illuminati.
Il gioco di luci utilizzato da Murillo ricorda le opere di Rembrandt, che il pittore avrebbe potuto ammirare nelle collezioni private.